# Erechthias diplorhiza
Erechthias diplorhiza är en fjärilsart som beskrevs av Edward Meyrick 1931. Erechthias diplorhiza ingår i släktet Erechthias och familjen äkta malar.
Artens utbredningsområde är Vietnam. Inga underarter finns listade i Catalogue of Life.